# Vlad-Dragoș Aicoboae
Vlad-Dragoș Aicoboae (Dorohoi, 10 de octubre de 1993) es un deportista rumano que compite en remo.
Ganó cuatro medallas en el Campeonato Europeo de Remo entre los años 2017 y 2021. Participó en dos Juegos Olímpicos de Verano, en los años 2016 y 2020, ocupando el séptimo lugar en Tokio 2020, en la prueba de ocho con timonel.

## Palmarés internacional
| Campeonato Europeo | Campeonato Europeo       | Campeonato Europeo | Campeonato Europeo |
| Año                | Lugar                    | Medalla            | Prueba             |
| ------------------ | ------------------------ | ------------------ | ------------------ |
| 2017               | Račice (República Checa) | Medalla de plata   | Cuatro sin timonel |
| 2018               | Glasgow (Reino Unido)    | Medalla de bronce  | Ocho con timonel   |
| 2020               | Poznań (Polonia)         | Medalla de plata   | Ocho con timonel   |
| 2021               | Varese (Italia)          | Medalla de plata   | Ocho con timonel   |